# Atagai
Atagai (en rus: Атагай) és un poble (possiólok) de l'óblast d'Irkutsk, a Rússia, que el 2017 tenia 1.569 habitants.